# Hugin
Hugin (трансліт. Хьюґін, Хуґін) — вільна кросплатформна  програма, що дозволяє автоматизувати процес «зшивання» панорамних фотографій.
Простий та зручний інтерфейс програми проведе Вас по кроках створення панорамної фотографії: вибір фотографій, порівняння параметрів зйомки, встановлення контрольних крапок (на аналогічних місцях на обох фотографіях), оптимізація і, відповідно, склеювання. На будь-якому кроці Ви можете задавати параметри самостійно, або вибрати повністю автоматичний режим роботи програми.
Hugin використовує бібліотеку libpano з проекту Panorama Tools [Архівовано 20 лютого 2009 у Wayback Machine.], заснованого професором Хельмутом Дерсчем (Helmut Dersch) а також Enblend [Архівовано 8 листопада 2021 у Wayback Machine.] від Ендрю Міхаля (Andrew Mihal).

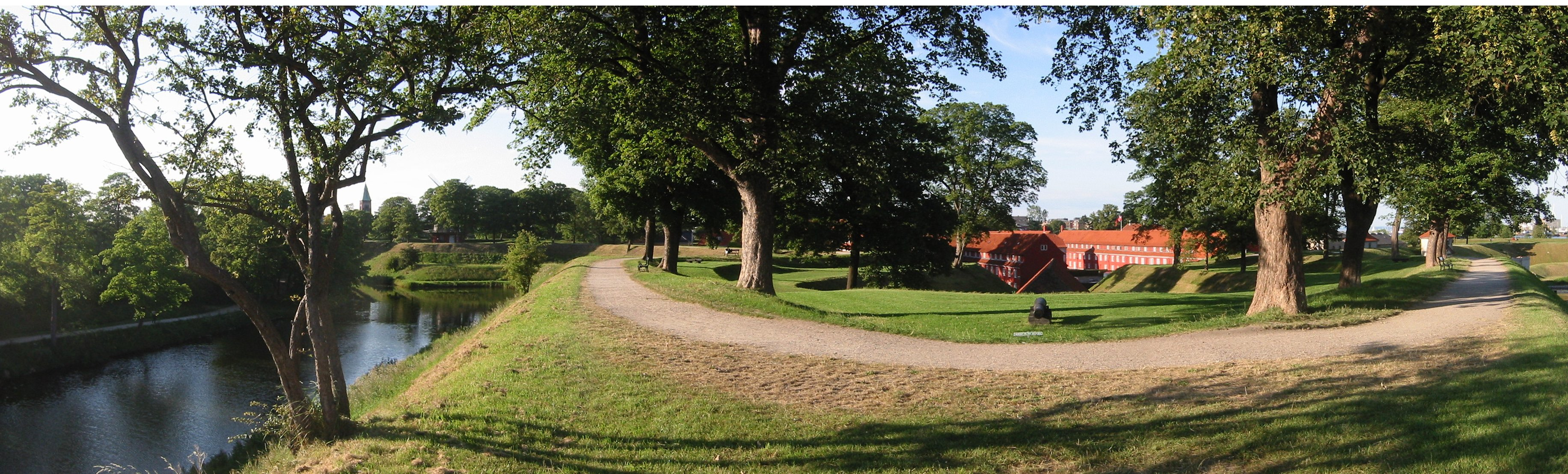
Kastellet, Цитадель, Копенгаген. Зшито у Хьюґіні з багатьох зображень. Власна фотографія, (c) 2004, Niels Elgaard Larsen..